# Fernán Sánchez de Castro
Fernán Sánchez de Castro (katalanisch Ferran Sanxis de Castre; * vor 1241; † 1275 bei Pomar de Cinca) war ein aragónesisch-katalanischer Adliger und Kreuzritter im 13. Jahrhundert. Er war ein unehelicher Sohn des Königs Jakob I. von Aragón und der Blanca d’Antillon. Von seinem Vater hatte er die Herrschaft von Castro (heute La Puebla de Castro) erhalten.

## Leben
Fernán Sánchez stand in Opposition zu seinem Vater und zwischen ihm und seinem Halbbruder, dem zukünftigen König Peter III., bestand eine tiefe Feindschaft, obwohl er 1261 als Gesandter in Neapel noch dessen Ehe mit Konstanze von Sizilien ausgehandelt hatte. 1265 war er einer der Wortführer der aragónesischen Barone, die sich gegen den Feldzug Jakobs gegen Murcia aussprachen, da er allein den Interessen des Königs von Kastilien diene.
Am 8. September 1269 brach Fernán Sánchez zusammen mit seinem Halbbruder Pere Fernandis d’Híxar an der Seite seines Vaters zu einer „bewaffneten Pilgerreise“ in das Heilige Land auf. Dieses Unternehmen war im Rahmen des siebten Kreuzzugs initiiert worden. Nur wenige Tage nachdem die Flotte von Barcelona aus Segel gesetzt hatte, geriet sie in einen schweren Sturm, der die meisten Schiffe, darunter auch das des Königs, zurück an die Küste verschlug. Fernán Sánchez und sein Bruder erreichten aber mit mindestens 11 Schiffen und etwa 300 Bewaffneten die offene See und konnten die Reise nach Outremer fortsetzen, das sie im Oktober desselben Jahres in Akkon erreichten. Dort fielen die Brüder durch ihr Ungestüm auf, als sie darauf bestanden, gegen den weit überlegenen Mamelukensultan Baibars I., der gerade unweit der Mauern von Akkon lagerte, eine offene Feldschlacht zu führen. Von diesem Vorhaben rückten sie dann aber doch ab, als sie von den Mauern herab Zeuge vom Angriff eines Ritterregiments der Franzosen wurden, das von den Sarazenen vernichtend geschlagen wurde. Letztlich waren die Aragónesen in keine größeren Kampfhandlungen verwickelt, zumindest aber hielt ihre Anwesenheit die Sarazenen von einer Belagerung Akkons ab, die stattdessen nach Ägypten abzogen. Im Frühjahr 1270 erreichten Fernán Sánchez und die Aragóneses wieder Barcelona. 
Auf der Rückreise hatte Fernán Sánchez den Winter in Neapel am Hof Karls von Anjou verbracht, der in Sizilien die Staufer verdrängt hatte. Von seinem Bruder Peter wurde er seitdem der Konspiration mit dem Erzfeind verdächtigt, beanspruchte Peter doch über seine Ehefrau selbst den sizilianischen Thron. Jedenfalls unterstellte Fernán Sánchez 1272 seinem Halbbruder einen Mordanschlag auf ihn. Im Gegenzug denunzierte Peter kurz darauf Fernán Sánchez beim Vater und bezichtigte ihn seinerseits eines Mordanschlags und der Organisation eines Aufstands. Dies führte Fernán Sánchez in eine tatsächliche Revolte, in der er die Unterstützung des aragónesischen Adels genoss. Unter anderem eroberte er die königlichen Burgen von Alquézar und Naval. Mit der Niederschlagung des Aufstandes wurde Prinz Peter beauftragt, der vom Vater die Weisung erhielt, mit aller Härte gegen die Rebellen vorzugehen. Im Sommer 1275 wurde Fernán Sánchez von seinem Halbbruder in der Burg von Pomar belagert. Als er schnell seine Unterlegenheit erkannte, begab er sich auf die Flucht, die er am Fluss Cinca allerdings nicht fortsetzen konnte, da er als Nichtschwimmer den Fluss nicht durchschwimmen konnte. Hier wurde er von den Männern Prinz Peters gefangen, der ihn sogleich im Fluss ertränken ließ.
Fernán Sánchez de Castro war mit einer Tochter des aragónesischen Adligen Jimeno de Urrea verheiratet. Sein Sohn war:
- Felipe I. Fernández de Castro († 1304), Barón de Castro.